# (3684) Berry
(3684) Berry est un astéroïde de la ceinture principale.

## Description
(3684) Berry est un astéroïde de la ceinture principale. Il fut découvert le 9 janvier 1983 à la station Anderson Mesa par Brian A. Skiff. Il présente une orbite caractérisée par un demi-grand axe de 2,29 UA, une excentricité de 0,15 et une inclinaison de 6,8° par rapport à l'écliptique.

## Compléments